# Caprodes
Dit overzicht is mogelijk incompleet; u kunt helpen door het uit te breiden.
Caprodes is een geslacht van kevers uit de familie somberkevers (Zopheridae).

## Soorten
Deze lijst is mogelijk niet compleet.
- C. asper